# Kryttika
Kryttika (dewanagari कृत्तिका, trl. Kṛttikā, ang. Kṛttikā) – nakszatra stacja księżycowa znana także jako: Kārtikā. Nazwa Kryttiki wywodzi się od Kartikei, syna Śiwy, generała bogów a dosłownie oznacza miecz.